# Концерт для фагота с оркестром, P. 237
Концерт для фагота с оркестром фа мажор (так называемый второй), P. 237 — сочинение Франца Данци, самый известный из пяти его концертов для фагота с оркестром. Как и остальные четыре, этот концерт прост в исполнении на современном инструменте, но для того чтобы сыграть его на фаготе времён Данци (шести- или семиклапанном), требовалась известная степень виртуозности Создавался ли этот концерт для какого-то конкретного исполнителя, неизвестно. Впервые издан по рукописи в 1963 году Робертом Мюнстером. Впервые записан Манфредом Заксом (дирижёр Гельмут Мюллер-Брюль), запись вышла в 1970 году.

## Состав оркестра
- Деревянные духовые:
  - флейта,
  - 2 гобоя,
- Медные духовые:
  - 2 валторны (in F),
  - басовый тромбон (ad libitum),[1][3]
- Струнные.

## Композиция
Концерт состоит из трёх частей.
- I. Allegro.
- II. Andante.
- III. Полонез. Allegretto.

Третья часть исполняется без паузы после второй (attacca).

## Издания
Рукопись концерта находится в Баварской государственной библиотеке. Партитура и клавираусцуг были подготовлены Робертом Мюнстером в 1963 году и выпущены в издательстве «Лейкарт». Его редакция до сих пор переиздаётся этим издательством и используется в концертах.
- Franz Danzi. Konzert F-dur für Fagott und Orchester. Hrsg. von Robert Münster. — München: F.E.C. Leuckart (10382), 1963 (Leuckartiana/Alte Musik 30A). — 56 S.
- Franz Danzi. Konzert F-dur für Fagott und Klavier. Hrsg. von Robert Münster. — München: F.E.C. Leuckart (10372), 1963 (Leuckartiana/Alte Musik 30). — 35 S.

## Записи
В скобках через косую черту указаны год записи (первая дата) и год публикации (вторая дата).

### Выпущенные на грампластинках
- (?/1970) Манфред Закс, Кёльнский камерный оркестр, Гельмут Мюллер-Брюль. — Schwann[англ.] VMS 813 (переиздание на CD: Koch Schwann[англ.] 316—018, 1988 год), первая запись.
- (1970—1971?/1972?) Карл-Отто Хартман, Concerto Amsterdam[англ.], Яп Шрёдер[англ.]. — Acanta/Bellaphon[англ.] EA 23 144.
- (?/1989?) Ласло Хара, Камерный оркестр им. Ференца Листа[венг.], Янош Ролла[венг.]. — Hungaroton SLPD 12993 (издание на CD: Hungaroton HCD 31139).

### Выпущенные на компакт-дисках
- (1989/1994) Валерий Попов, Камерный состав Госоркестра СССР. — Russian Disc RD CD 10 032
- (?/1995) Кристиан Давидссон[фин.], Сундсвалльский камерный оркестр, Никлас Виллен. — BIS Records[англ.] BIS-CD-705.
- (1998/1999) Альрехт Хольдер[англ.], Нойбрандербургский филармонический оркестр[нем.], Николас Паскет. — Naxos Records[англ.] 8.554273.
- (2004/2005) Джон Хёрд, Киевская камерата, Александр Островский. — Kleos Classics KL5136.
- (2006/2006) Джейн Гауэр, Кёльнская академия[англ.], Майкл Александр Уилленс. — ARS Produktion[англ.] 38 019 (Forgotten Treasures, Vol. 2), на инструментах эпохи.